# Шикиматкиназа
Шикиматкиназа (Шифр КФ 2.7.1.71) представляет собой фермент, катализирующий АТФ-зависимое фосфорилирование шикимата с образованием шикимат-3-фосфата. Эта реакция является пятым этапом пути шикимата, который используется растениями и бактериями для синтеза общего предшественника ароматических аминокислот и вторичных метаболитов. Систематическое название этого класса ферментов — АТФ: шикимат-3-фосфотрансфераза. Другие широко используемые названия включают шикиматкиназу (фосфорилирование) и шикиматкиназу II.

## Общее описание
Путь шикимата состоит из семи ферментативных реакций, посредством которых фосфоенолпируват и эритрозо-4-фосфат превращаются в хоризмат, общий предшественник ароматических аминокислот фенилаланина, тирозина и триптофана. Ароматические аминокислоты используются в синтезе белков и в растениях, грибах и бактериях дают начало ряду других специализированных метаболитов, таких как фенилпропаноиды и алкалоиды. Хорисмат и несколько других промежуточных продуктов этого пути служат предшественниками ряда других метаболитов, таких как фолаты, хинаты и хиноны. Четыре фермента, которые предшествуют шикиматкиназы в этом пути, — это DAHP-синтаза, 3-дегидрохинатсинтаза, 3-дегидрохинатдегидратаза и шикиматдегидрогеназа, а два следующих за ним — это EPSP-синтаза и хоризматсинтаза. У грибов и простейших он является частью комплекса AROM, в котором совместно локализованы пять центральных стадий пути шикимате. Путь не обнаружен у людей и других животных, которые должны получать ароматические аминокислоты из пищи.

## Активность
Реакция, катализируемая шикиматкиназой, показана ниже:
Эта реакция включает перенос фосфатной группы от АТФ к 3-гидроксильной группе шикимата. Таким образом, шикиматкиназа имеет два субстрата, шикимат и АТФ, и два продукта, шикимат-3-фосфат и АДФ.

## Примеры
Белки человека, содержащие этот домен, включают: MAPK7 и THNSL1.

## Использованная литература
1. ↑  Shikimate kinase isoenzymes in Salmonella typhimurium. The Journal of Biological Chemistry. 243 (3): 676–7. February 1968. PMID 4866525.
2. ↑  The Shikimate Pathway. Annual Review of Plant Physiology and Plant Molecular Biology. 50: 473–503. June 1999. doi:10.1146/annurev.arplant.50.1.473. PMID 15012217.
3. ↑  Architecture and functional dynamics of the pentafunctional AROM complex. Nature Chemical Biology. 16 (9): 973–978. July 2020. doi:10.1038/s41589-020-0587-9. PMID 32632294.
4. ↑  Mechanism of phosphoryl transfer catalyzed by shikimate kinase from Mycobacterium tuberculosis. Journal of Molecular Biology. 364 (3): 411–23. December 2006. doi:10.1016/j.jmb.2006.09.001. PMID 17020768.